# Веваянда (Нью-Йорк)
Веваянда (англ. Wawayanda) — місто (англ. town) в США, в окрузі Орандж штату Нью-Йорк. Населення — 7534 особи (2020).

## Демографія
Згідно з переписом 2010 року, у місті мешкало 7266 осіб у 2444 домогосподарствах у складі 1954 родин. Було 2630 помешкань
Расовий склад населення:
| - 87,3 % — білих - 5,0 % — чорних або афроамериканців - 1,9 % — азіатів - 0,2 % — корінних американців - 3,0 % — осіб інших рас |

До двох чи більше рас належало 2,6 %. Частка іспаномовних становила 12,2 % від усіх жителів.
За віковим діапазоном населення розподілялося таким чином: 27,1 % — особи молодші 18 років, 62,7 % — особи у віці 18—64 років, 10,2 % — особи у віці 65 років та старші. Медіана віку мешканця становила 39,6 року. На 100 осіб жіночої статі у місті припадало 98,2 чоловіків;  на 100 жінок у віці від 18 років та старших — 94,4 чоловіків також старших 18 років.
Середній дохід на одне домашнє господарство  становив 104 061 долар США (медіана — 88 676), а середній дохід на одну сім'ю — 122 533 долари (медіана — 117 222). Медіана доходів становила 63 066 доларів для чоловіків та 56 838 доларів для жінок. За межею бідності перебувало 8,9 % осіб, у тому числі 11,9 % дітей у віці до 18 років та 4,1 % осіб у віці 65 років та старших.
Цивільне працевлаштоване населення становило 3662 особи. Основні галузі зайнятості: освіта, охорона здоров'я та соціальна допомога — 28,9 %, роздрібна торгівля — 12,1 %, мистецтво, розваги та відпочинок — 10,3 %.